# 高松市立庵治中学校
高松市立庵治中学校（たかまつしりつ あじちゅうがっこう）は、香川県高松市庵治町にある市立中学校。

## 概要
高松市北東部の郊外地域に位置する中学校である。

## 学校データ
- 生徒数：82人（2020年度[1]）

学校施設（2010年5月1日時点）
- 普通教室：8教室
- 特別教室：15教室
- 校舎面積：3870m2
- 体育館面積：1491m2

服装規定
- 制服：あり（通年必用）
- 防寒着：冬のみあり[2]

## 歴史
1947年（昭和22年）4月1日、学校教育法の施行に伴い庵治村立庵治中学校として開校。開校当時は庵治小学校の敷地内に併設の形であった。2006年（平成18年）1月10日には庵治町が高松市へ合併し、校名が高松市立庵治中学校に改称された。

### 年表
- 1947年（昭和22年）4月1日 - 開校。
- 1967年（昭和42年）4月1日 - 庵治村立庵治第二中学校を統合。
- 1968年（昭和43年）4月1日 - 庵治村の町制施行により庵治町立庵治中学校と改称。
- 1995年（平成7年）3月31日 - 新プール落成。
- 2006年（平成18年）1月10日 - 高松市立庵治中学校と改称。

### 全校生徒数の推移
庵治中学校の生徒数は年々減少している。
- 2006年度：134人
- 2007年度：148人（+14人）
- 2008年度：141人（-7人）
- 2009年度：144人（+3人）
- 2010年度：118人（-26人）
- 2011年度：116人（-2人）

```
         ...     
```

＊2015年度  :    91人
＊2019年度  :    84人
＊2020年度　:    82人
＊2021年度: 65人

## 教育目標
『自啓・誠実・協同』の校訓のもと、高い志を抱き、努力を惜しまず、責任と協力を重んじ、創造的な知性と豊かな感性を備えた生徒を育成する。
生徒像
- 自ら学び自己を磨く生徒
- 自らを律することのできる生徒
- 認め合い、支え合う生徒

## 通学区域
通学区域は高松市庵治地区の全域。(大島を除く)
- 高松市
  - 庵治町

## 進学前小学校
- 高松市立庵治小学校
- 高松市立庵治第二小学校

## 校区内の主な施設
- 国立療養所大島青松園
- あじ竜王山公園

## 交通
- ことでんバス庵治線 庵治学校前バス停より徒歩4分（0.4km）